# Niluka Geethani Rajasekara
Bogaha Kotuwe Gedara Niluka Geethani Rajasekara (* 17. März 1982 in Kandy) ist eine sri-lankische Leichtathletin, die sich auf den Langstreckenlauf spezialisiert hat.

## Sportliche Laufbahn
Erste internationale Erfahrungen sammelte Niluka Geethani Rajasekara im Jahr 2002, als sie bei den Asienmeisterschaften in Colombo im 800-Meter-Lauf mit 2:16,34 min im Halbfinale ausschied. Nach mehr als zehn Jahren ohne aufgezeichnete Wettkämpfe erreichte sie 2013 bei den Asienmeisterschaften in Pune in 16:43,52 min den elften Platz im 5000-Meter-Lauf. 2014 wurde sie beim Colombo Marathon nach 2:47:55 h Zweite und im Jahr darauf stellte sie beim Hongkong-Marathon mit 2:40:07 h einen neuen Landesrekord auf und qualifizierte sich damit auch für die Weltmeisterschaften in Peking, bei denen sie nach 2:50:40 h auf Rang 49 einlief. Im Jahr darauf gewann sie bei den Südasienspielen in Guwahati in 2:50:47 h die Silbermedaille hinter der Inderin Kavita Tungar und nahm anschließend an den Olympischen Spielen in Rio de Janeiro teil, bei denen sie nach 3:11:05 h auf den 129. Platz gelangte. 2018 bestritt sie beim Guwahati-Halbmarathon vorläufig ihren letzten Wettkampf.
2015 wurde Rajasekara sri-lankische Meisterin im 5000- und 10.000-Meter-Lauf.

## Persönliche Bestleistungen
- 800 Meter: 2:16,34 min, 11. August 2002 in Colombo
- 5000 Meter: 16:23,8 min, 8. Juni 2013 in Diyagama
- 10.000 Meter: 34:50,39 min, 24. Juli 2015 in Diyagama
- Marathon: 2:40:07 h, 25. Januar 2015 in Hongkong